# Kalvárie u Valdštejna
Kalvárie u Valdštejna (Tři kříže u Valdštejna) se nachází několik set metrů severozápadně od hradu Valdštejn. Je tvořena třemi kamennými kříži a jeskyní symbolizující Boží hrob. Z Kalvárie je výhled na již zmíněný hrad Valdštejn a Kozákov.
Kalvárie je zakončením původní staré křížové cesty, která na toto místo původně vedla z nedalekých Pelešan. Z Křížové cesty zbyl jen jediný pozůstatek a to obrázek u cesty z parkoviště pod hradem Valdštejn, někdy bývá cesta z Pelešan nazývána Poutní nebo Poutnička. Celý soubor byl zhotoven pravděpodobně v 18. století, při romantizujících přestavbách hradu Valdštejna a jeho okolí.

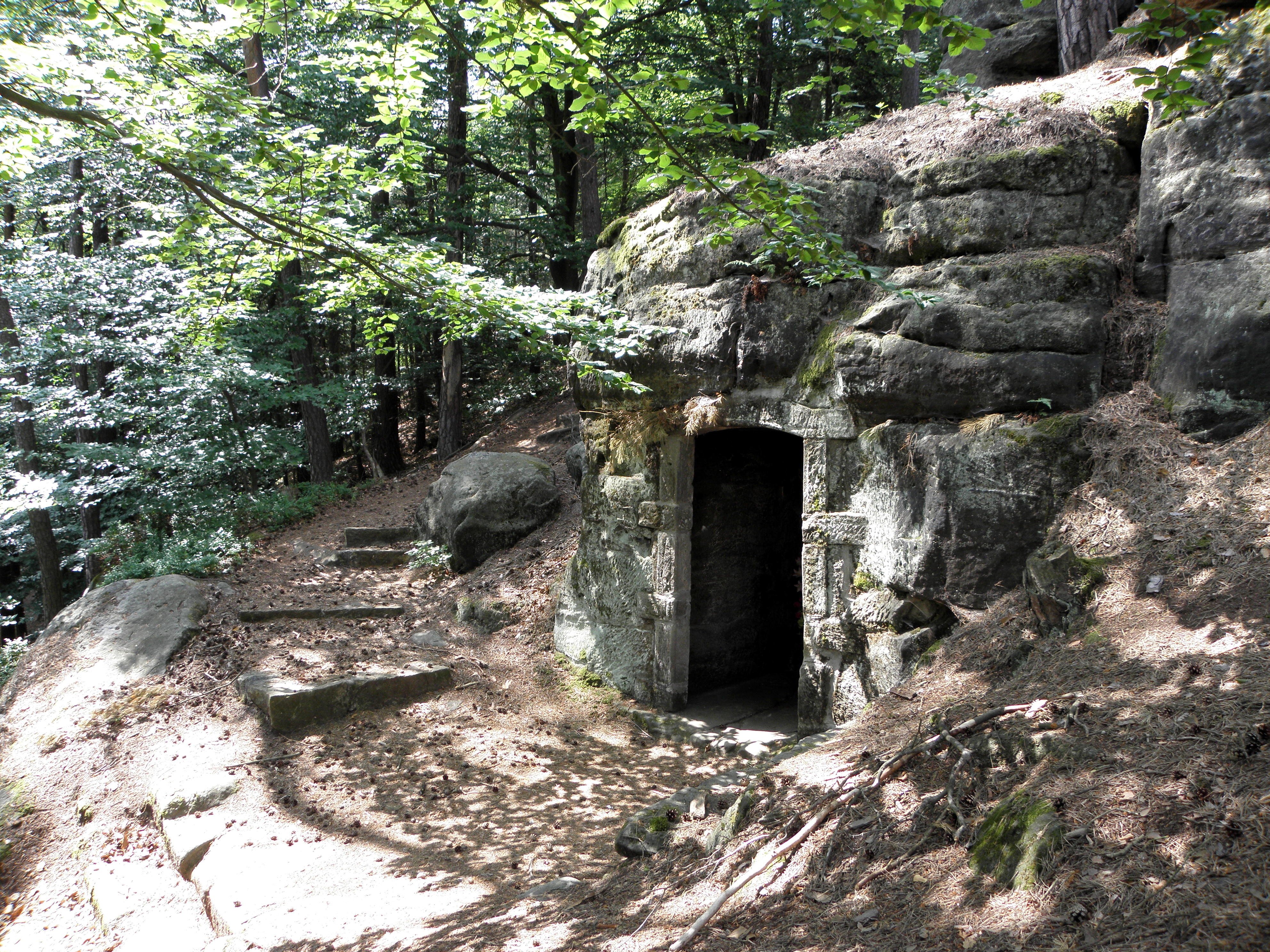
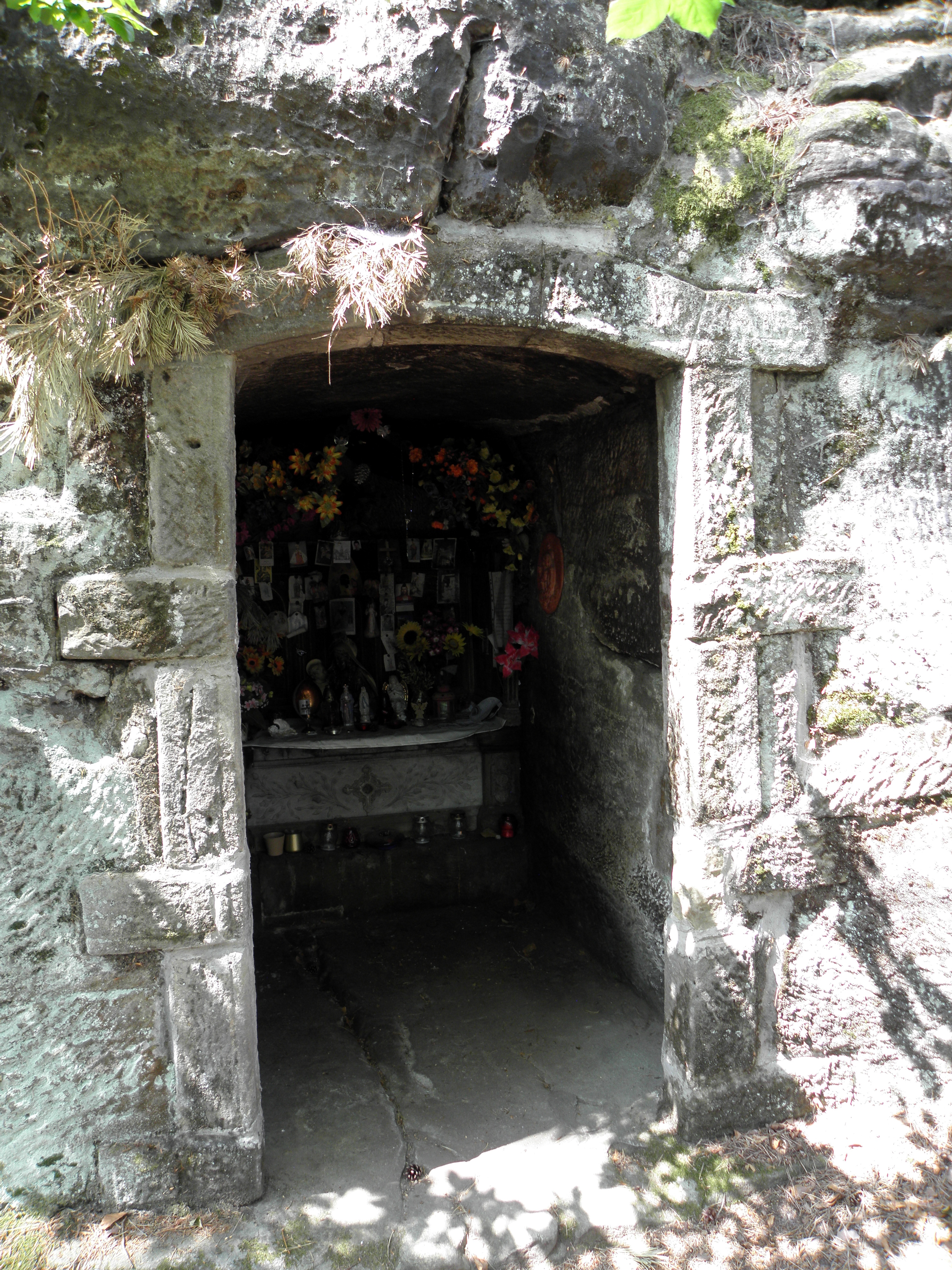